# Renny Ottolina

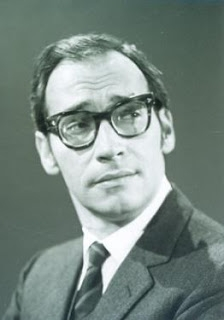
Renny Ottolina

Reinaldo José Ottolina Pinto (* 11. Dezember 1928 in Valencia; † 16. März 1978) war ein venezolanischer Fernsehentertainer und -produzent, bekannt als Renny Ottolina, El Numero Uno.
Ottolina begann seine Laufbahn 1945 bei Radio Caracas Radio. Später wechselte er zu  Radio Continente und Radiodifusora Venezuela. Daneben produzierte und sprach er Dokumentationen für Bolívar Films. 1954 ging er zu Televisa, dem ersten kommerziellen Fernsehsender Venezuelas, ab 1955 moderierte er ein tägliches Programm bei Radio Caradas Televisión.
In den 1960er Jahren wurde er populär mit der El Show de Renny, deren letzte Folge 1973 lief. Zu seinen Gästen zählten hier u. a. Mirla Castellanos, José Luis Rodríguez González („El Puma“), Luisín Landáez, Raquel Castaño, Cherry Navarro und Alirio Díaz aus Venezuela und internationale Stars wie Piero de Benedictis, Mina Mazzini, Ray Charles, Tom Jones, Raphael, Sandro, Miriam Makeba, La Lupe, Bruno Filippini, Stevie Wonder, Charles Aznavour, Nat King Cole und Marcel Marceau.
Seine neue Show wurde ab Mitte der 1970er Jahre unter dem Titel Renny presenta… gesendet. Seit Ende der 1960er Jahre produzierte Ottolina auch für das Fernsehen, u. a. die Sendung El angelito más pequeño (1967)  und die Serie Conociendo a Venezuela.
1978 gründete er die Partei Movimiento de Integridad Nacional (MIN) und kandidierte für die Präsidentschaft in Venezuela. Auf einer Wahlkampfreise kam er bei einem Flugzeugabsturz ums Leben.